# Skibet i Skilteskoven
Skibet i Skilteskoven er en dansk tv-julekalender fra 1992, der blev sendt på TV 2. Den blev i 1993 efterfulgt af Jul i Juleland

## Plot
Julekalenderen handler om sømanden Otto og hans papegøje Bounty, der har slået sig ned på sit skib, Julia, der ligger midt ude i skoven. I bunden af skibet bor der tre nisser, Kogle, Multe og Stub.
Inde i byen holder duftforhandler Viggo Velva til. Her arbejder han på højtryk – godt hjulpet på vej af sine trofaste assistenter – for at finde nye dufte han kan komme på dåse. Hans nyeste ide er jul. Jul på dåse. Og den duft kommer fra skoven af, i form af afbrændt gran. Så er der bare lige det problem at Otto ejer skoven, og han har under ingen omstændigheder lyst til at lade sin skov brænde ned. Så han får hjælp af borgmesterens datter Henriette, kaldet Henry, og Landhandlens Karen-Marie. Sammen skal de nå at få stoppet Viggo, så det kan blive rigtig jul i Skilteskoven. Men den sag er lettere sagt end gjort, og bliver bestemt ikke lettere da Viggos syngende nevø, Willy Vox, dukker op.
Forfatter og komponister: Martin Miehe-Renard, Jan Irhøj, Ivar Lind Greiner.

## Medvirkende
- Otto Brandenburg som Otto
- Preben Kristensen som Kogle
- Anders Bircow som Multe
- Thomas Eje som Stub
- Amalie Ihle Alstrup som Henry
- Axel Strøbye som Viggo Velva
- Karin Jagd som Karen-Marie
- Tommy Kenter som Diverse assistenter og Villy Vox
- Louise Fribo som Skovfeen
- Søren Thorup som Papegøjen Bountys stemme

## Produktion
Skilbet i Skilteskoven blev i 1992 optaget i TV1 Productions studier i Taastrup ved København, som er grundlagt af sangeren Johnny Reimar.